# 722
Rok 722 (DCCXXII) byl nepřestupný rok, který podle juliánského kalendáře započal čtvrtkem. Označení tohoto roku pod číslem 722 se začalo užívat ve středověku, kdy se v Evropě zavedlo označování let Anno Domini (leta páně). 
Podle židovského kalendáře došlo k přelomu let 4482 a 4483. Podle islámského kalendáře započal dne 25. června rok 104. 

## Události

#### Evropa
- 30. listopadu – Svatý Bonifác, původem z Wessexu, je papežem Řehořem II. jmenován německým biskupem. Pod ochranou Karla Martela započíná svou teologickou práci v Hesensku a Durynsku.
- Bitva u Covadongy: Vizigótský šlechtic Pelayo poráží vojska Umájjovců pod vedením Munuzy, provinčního guvernéra Asturského království, u Picos de Europa. Tato událost začíná období zvané Reconquista, kdy se křesťané snaží znovu dobýt Pyrenejský poloostrov ovládaný muslimy.
- Císař Leon III. Syrský nařizuje pokřtít všechny židy a montanisty na území Byzantské říše.

#### Británie
- Král Wessexu Ine se snaží dobýt Dumnonii, ale jeho vojska jsou rozbita a prohrává. Královna Æthelburg, manželka krále Ine, zničila hrad Taunton, aby jej ubránila před nájezdy Ealdberta.
- Bitva u Hehil: Vojska Wessexu jsou poražena vikingskou a kornišskou armádou v Cornwallu.

#### Střední Amerika
- 3. ledna – Kʼinich Ahkal Moʼ Nahb III. se stává králem mayského města Palenque (dnešní jižní Mexiko)

## Hlavy států
- Papež – Řehoř II. (715–731)
- Akvitánské vévodství – Odo Akvitánský (688–735)
- Asturské království – Pelayo (718–737)
- Bavorské vévodství – Grimoald (715–725)
- Byzantská říše – Leon III. Syrský
- Franská říše, Austrasie a Neustrie – Theuderich IV. (720–737) + Karel Martel (majordomus) (718–741)
- Fríské království – Bubo Fríský (719–734)
- Langobardské království – Liutprand (712–744)
- Anglie
  - Wessex – Ine
  - Essex – Saelred + Swaefbert
  - Mercie – Æthelbald
  - Kent – Withred
  - Northumbrie – Osric
  - Východní Anglie – Ælfwald
- Švédsko – Harald Hildetand (705–750)* První bulharská říše – Kormesij
- Volžské Bulharsko – Irkhan (710–765)